# لي ترانتسلوي
لي ترانتسلوي (بالفرنسية: Le Transloy)‏ هي بلدية تقع في إقليم باد كاليه من منطقة نور با دو كاليه في شمال فرنسا. تبلغ مساحة هذه المدينة 10.41 (كم²)، وترتفع عن سطح البحر 110 م، يبلغ عدد سكانها 424 نسمة حسب إحصاء المعهد الوطني للإحصاء والدراسات الاقتصادية سنة 2009 م. وترأس Jean-Luc Capon البلدية خلال فترة (2008-2014).